# Bernhard Meyer
Bernhard Meyer, född den 24 augusti 1767, död den 1 januari 1836, var en tysk läkare, botaniker och ornitolog.
Meyer skrev tillsammans med Philipp Gottfried Gaertner (1754–1825) och Johannes Scherbius (1769–1813) Oekonomisch-Technische Flora der Wetterau (1799), där många växter fick sina vetenskapliga namn. Han var också medförfattare (jämte Johann Wolf) till Naturgeschichte der Vögel Deutschlands (1805) och Taschenbuch der deutschen Vögelkunde (1810–1822).
Auktorsnamnet B.Mey. kan användas för Bernhard Meyer i samband med ett vetenskapligt namn inom botaniken; se Wikipediaartiklar som länkar till auktorsnamnet.